# مغلس بن لقيط
مُغَلِّس بن لقِيط بن حبيب بن خالد بن نضلة الأسدي، وقيل السعدي. شاعر جاهلي، أورد البغدادي قصيدة له من جيد الشعر، وقال: كان كريماً حليمًا شريفًا.

## نماذج من شعره
ويُنجِيكَ مِن عَارِ الذُّنُوبِ اجتِنَابُهَا

وله أبيات جميلة في الحكمة يقول فيها:

## وصلات خارجية
- بوابة الشعراء: ديوان مغلس بن لقيط